# Cis indica
Cis indica es una especie de coleóptero de la familia Ciidae.

## Distribución geográfica
Se encuentra posiblemente en la India.